# Калоцера клейкая
Кало́цера кле́йкая (лат. Calócera viscósa) — вид грибов-базидиомицетов, входящий в род Калоцера семейства Dacrymycetaceae. Типовой вид рода.

## Описание

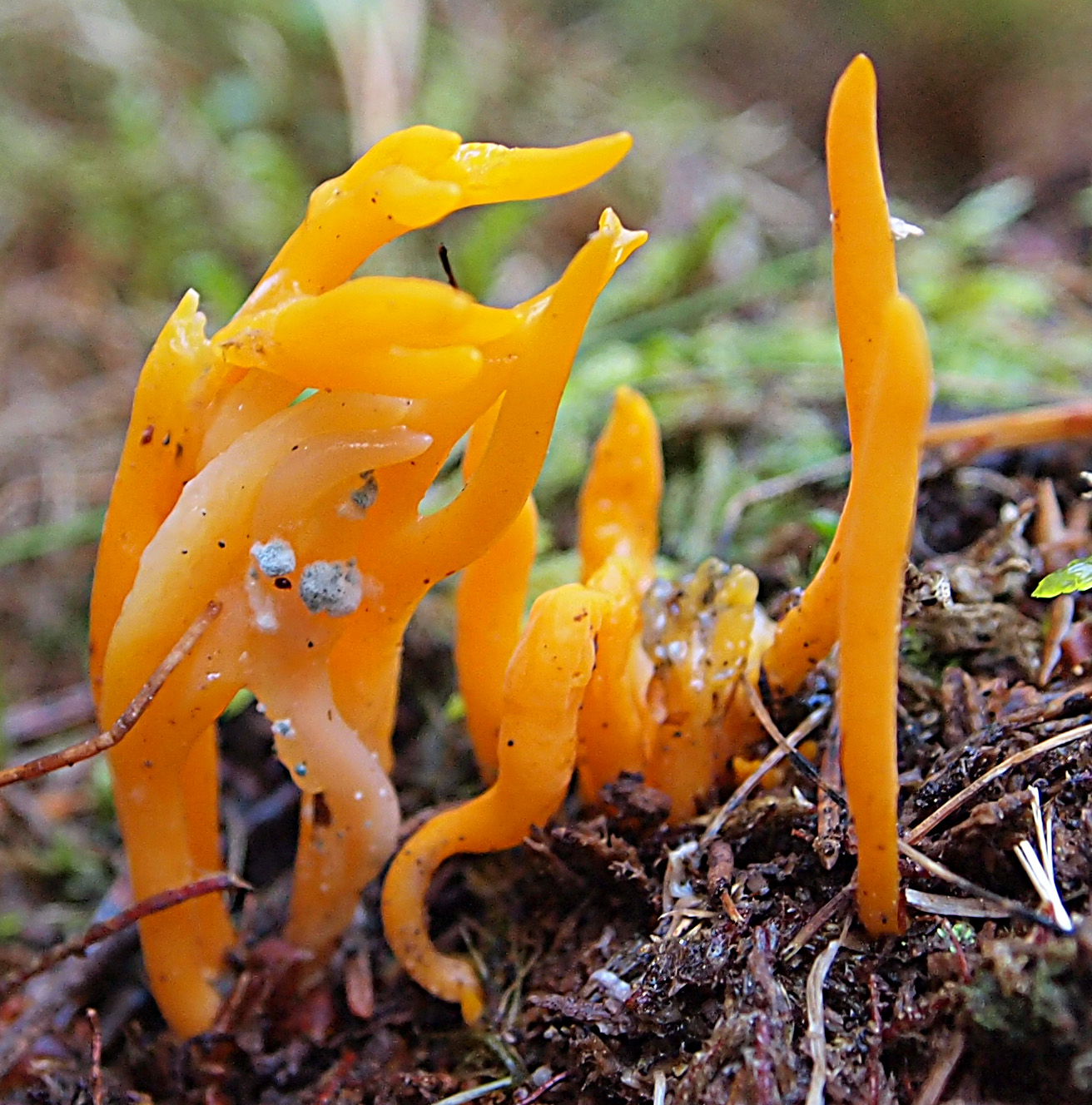

Плодовые тела рогатиковидные, слабо дихотомически разветвлённые, 3—10 см высотой, заметно врастающие в субстрат. Поверхность немного клейкая. Окраска от золотисто-жёлтой до оранжево-жёлтой, при высыхании темнеющая до более оранжевой.
Мякоть плотностуденистая, без выраженных вкуса и запаха.
Базидии раздвоенные. Споры в массе белые, эллиптические до аллантоидных, при созревании с септой, 9—12×3,5—4,5 мкм.
Относится к съедобным грибам невысокого качества.

## Экология и ареал
Широко распространённый в Европе и Северной Америке вид.
Встречается в лесах на замшелой и зарытой хвойной древесине, на отмерших корнях хвойных деревьев.

## Синонимы
- Calocera cavarae Bres., 1896
- Calocera flammea Wallr., 1833
- Clavaria viscosa Pers., 1794basionym
- Merisma viscosum (Pers.) Spreng., 1827